# Salmo 38
Il salmo 38 (37 secondo la numerazione greca) costituisce il trentottesimo capitolo del Libro dei salmi.
È una supplica del penitente a Dio, tradizionalmente attribuita al re Davide. È utilizzato dalla Chiesa cattolica nella liturgia delle ore e fa parte dei cosiddetti Salmi penitenziali.